# Xã Tumuli, Quận Otter Tail, Minnesota
Xã Tumuli (tiếng Anh: Tumuli Township) là một xã thuộc quận Otter Tail, tiểu bang Minnesota, Hoa Kỳ. Năm 2010, dân số của xã này là 449 người.